# 波特环形山
波特环形山（Blancanus）是位于月球正面南半部一座古老的大撞击坑，约形成于39.2-38.5亿年前的酒海纪，其名称取自二十世纪美国工程师暨业余天文学家拉塞尔·威廉姆斯·波特(Russell Williams Porter，1871年-1949年)，1970年被国际天文学联合会批准接受。

## 描述

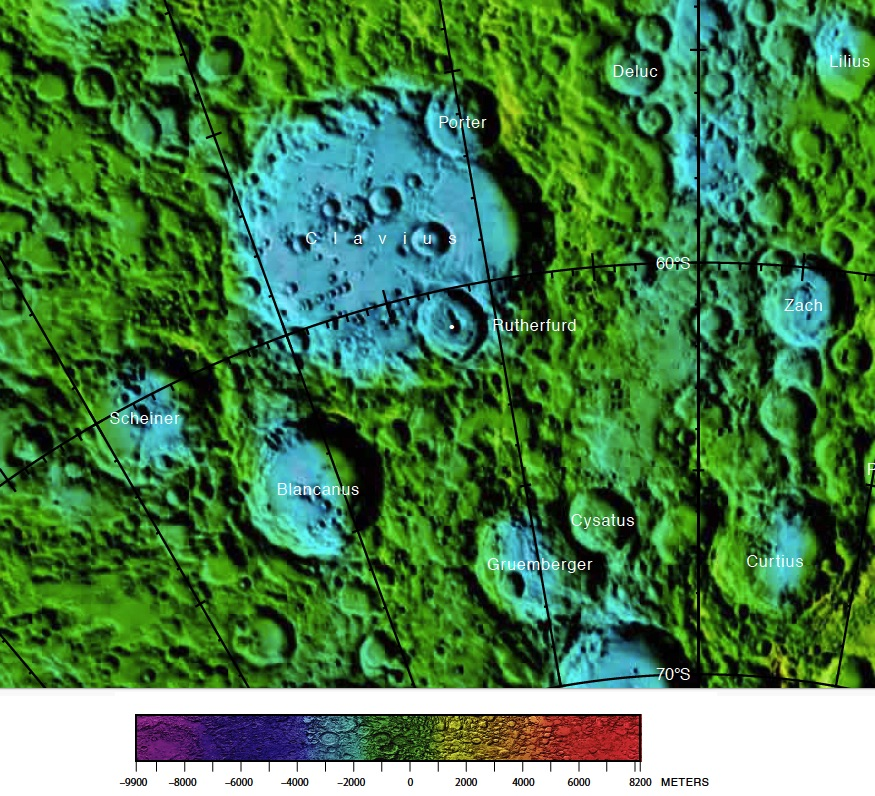
拉瑟弗德陨石坑的周边，月球勘测轨道飞行器，拉丁字母显示了克拉维斯环形山的卫星坑。

该陨坑位于巨大的环壁平原-克拉维斯环形山的东北内壁上，西北毗邻隆哥蒙塔努斯环形山、东北偏北坐落了更大的马吉尼环形山、较小的德吕克陨石坑位于它的东面、而南面则是拉瑟弗德陨石坑。该陨坑中心月面坐标为56°09′S 10°11′W / 56.15°S 10.18°W，直径51.5公里，深度4.94公里。
与南面更年轻且坑沿更尖峭的拉瑟弗德陨石坑相比，波特环形山外观显得有些磨损，虽然外观接近圆形，但受所在区域地势影响，其坑壁轮廓已发生改变，其中东侧边缘略为平直，而位于克拉维斯环形山坑底的西南侧则高度最低。陨坑内侧壁结构也不一致，沿北侧分布有一道崖壁，西北侧则坐落了一座碗状的撞击坑。坑壁平均高出周边地形1130米，内部容积约2100公里3。碗状的坑底西南部相对平坦，而东北部更粗糙和不规则。坑底中心点西南坐落了一座双峰中央峰，除了一些更小的陨坑外，坑内没有其它较醒目的地貌结构。
在1970年被国际天文学联合会更名前，该陨坑曾被称作卫星坑"克拉维斯 B"(所谓的卫星坑标记法，以所靠近的主坑名+字母来命名)。

## 卫星陨石坑
按惯例，最靠近波特环形山的卫星坑将在月图上以字母标注在该坑的中心点旁。

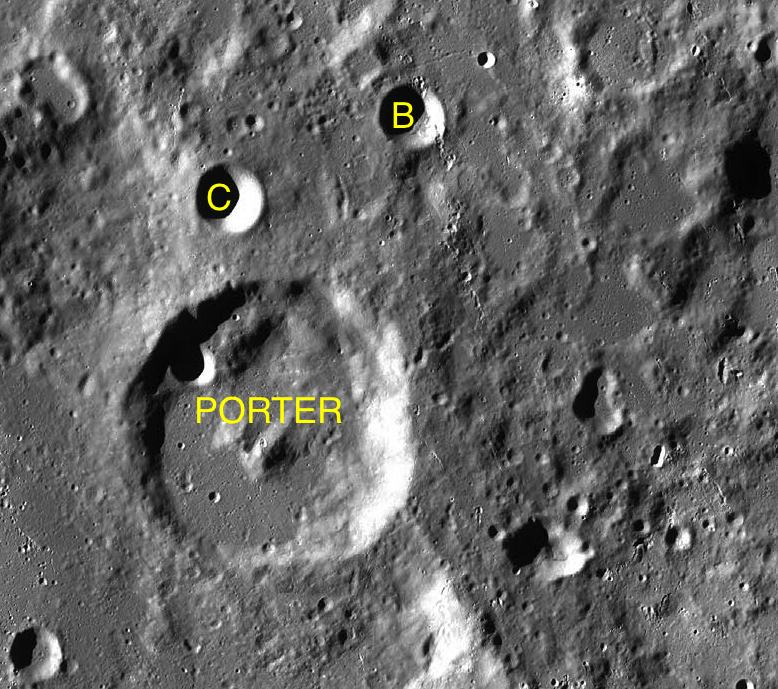
LAC-126 区域图

| 波特 | 纬度    | 经度    | 直径    |
| ---- | ------- | ------- | ------- |
| B    | 54.4° S | 8.6° W  | 12 公里 |
| C    | 54.8° S | 10.3° W | 12 公里 |

## 另请参阅
- Andersson, L. E.; Whitaker, E. A. . NASA RP-1097. 1982.
- Blue, Jennifer. . USGS. July 25, 2007  [2007-08-05]. （原始内容存档于2013-02-13）.
- Bussey, B.; Spudis, P. . New York: Cambridge University Press. 2004. ISBN 978-0-521-81528-4.
- Cocks, Elijah E.; Cocks, Josiah C. . Tudor Publishers. 1995. ISBN 978-0-936389-27-1.
- McDowell, Jonathan. . Jonathan's Space Report. July 15, 2007  [2007-10-24]. （原始内容存档于2012-05-26）.
- Menzel, D. H.; Minnaert, M.; Levin, B.; Dollfus, A.; Bell, B. . Space Science Reviews. 1971, 12 (2): 136–186. Bibcode:1971SSRv...12..136M. doi:10.1007/BF00171763.
- Moore, Patrick. . Sterling Publishing Co. 2001. ISBN 978-0-304-35469-6.
- Price, Fred W. . Cambridge University Press. 1988. ISBN 978-0-521-33500-3.
- Rükl, Antonín. . Kalmbach Books. 1990. ISBN 978-0-913135-17-4.
- Webb, Rev. T. W.  6th revised. Dover. 1962. ISBN 978-0-486-20917-3.
- Whitaker, Ewen A. . Cambridge University Press. 1999. ISBN 978-0-521-62248-6.
- Wlasuk, Peter T. . Springer. 2000. ISBN 978-1-85233-193-1.